# Reisbevrachting

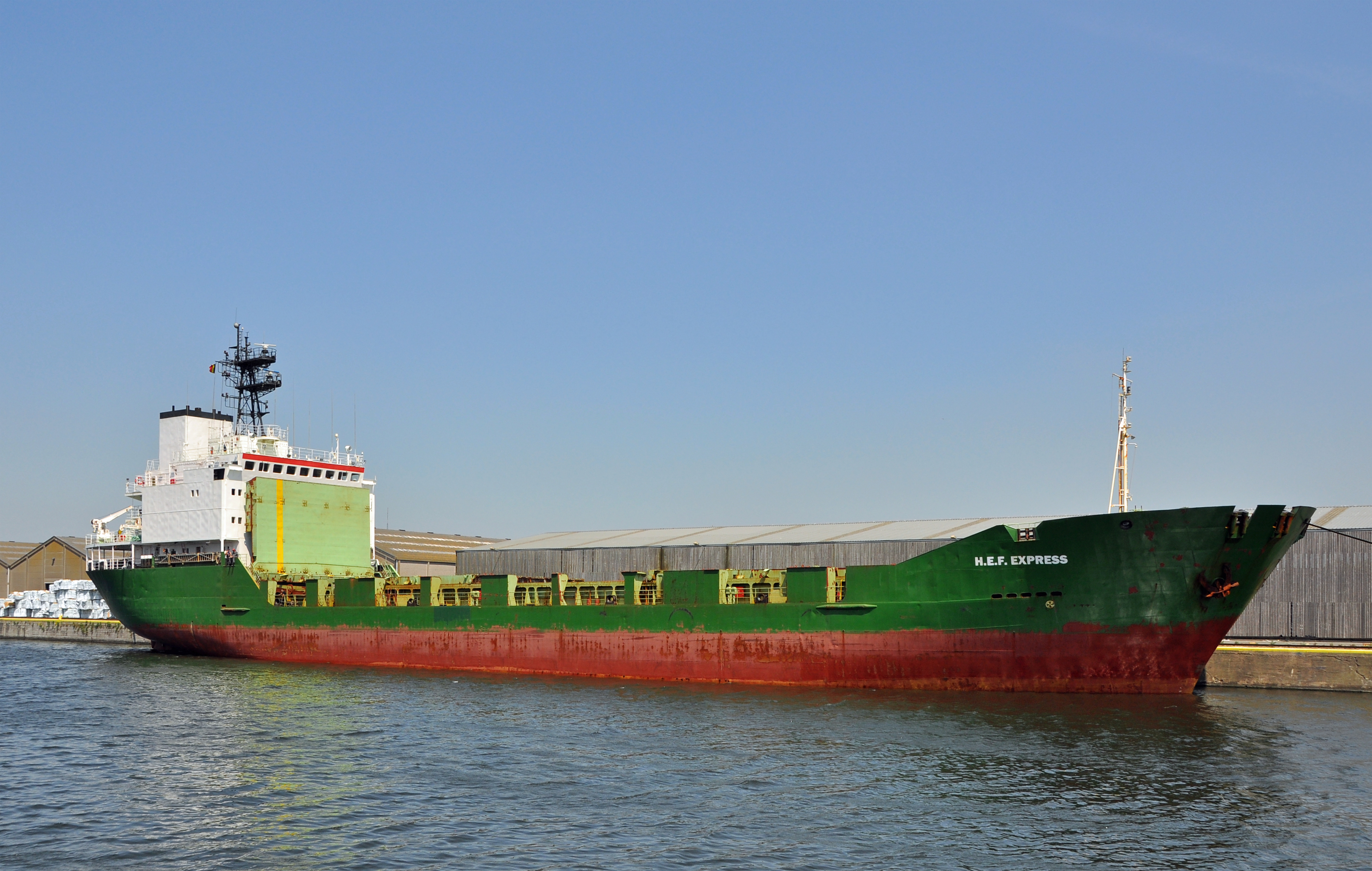
De H.E.F. Express in de haven van Brugge, België

Een reisbevrachting is de overeenkomst om een vracht per schip tussen twee of meer specifiek aangewezen havens te vervoeren tegen een vooraf overeengekomen vrachtprijs. Hierbij wordt het schip volledig of gedeeltelijk door de vervrachter (de bezitter van één of meerdere schepen) ter beschikking gesteld van de bevrachter (de persoon die goederen wenst te vervoeren, ook wel de charterer genoemd).
De vervrachter is verantwoordelijk voor de kosten van het aannemen van bemanning, hun loon, de verzekering van het schip en zijn machines, onderhoud en nazicht, voorraden, brandstof en smeerolie, evenals voor de havenkosten. De kosten voor laden en lossen, stuwmateriaal, het kuisen van de ruimen en eventuele schade aan de lading zijn voor de bevrachter of wordt gedeeld volgens overeenkomst tussen de vervrachter en de bevrachter.
Deze lading wordt dan vervoerd naar één of meerdere havens naar keuze van de bevrachter. Dit hangt af van het soort reisbevrachting. Bij een single voyage bevrachtingsovereenkomst geldt de overeenkomst voor één enkele reis, bij een round trip overeenkomst voor een reis heen en terug en bij een consecutive voyages-overeenkomst voor een aantal opeenvolgende reizen.
De vrachtprijs hangt af van de goederen die vervoerd worden er wordt betaald per geladen of geloste hoeveelheid goederen.
Bij een reisbevrachting wordt ook een bepaalde laytime ingesteld. Dit is een periode, een tijdsspanne die wordt ingerekend voor het lossen of laden van de lading. Indien deze tijdsspanne overschreden wordt, zal men van de bevrachter een compensatie vragen, een demurrage aangezien een lange wachttijd betekent dat er minder vervoerd kan worden en er dus minder inkomsten zijn. Omgekeerd, kan de bevrachter een despatch vragen van van de vervrachter, als de laytime korter is dan afgesproken.
Bij een reisbevrachting wordt ook een cognossement uitgegeven, een soort 'ontvangstdocument'.